# Стадион Велодром
Стадион Велодром (фр. Stade Vélodrome) је стадион који се налази у Марсељу, Француска. Стадион користи фудбалски клуб Олимпик Марсељ, али га такође редовно користи и Француски рагби тим. Стадион је изграђен 1937. године и има капацитет од 60.031 места.

## Утакмице СП које су игране на овом стадиону

### Светско првенство у фудбалу 1938.
Утакмице Светског првенства у фудбалу 1938. које су биле игране на овом стадиону.
- Италија 2-1 Норвешка  (1. рунда)
- Италија 2-1 Бразил  (полуфинале)

### Светско првенство у фудбалу 1998.
Утакмице Светског првенства у фудбалу 1998. које су биле игране на овом стадиону.
- Француска 3-0 Јужноафричка Република  (Група Ц)
- Енглеска 2-0 Тунис  (Група Г)
- Бразил 1-2 Норвешка  (Група А)
- Италија 1-0 Норвешка  (осмина финала)
- Холандија 2-1 Аргентина  (четвртфинале)
- Бразил 1-1 (4-2пен.) Холандија  (полуфинале)

### Светско првенство у рагбију2007.
На овом стадиону су одигране 6 утакмица светског првенства у рагбију 2007., од тога два четвртфинала.